# Ракобовти
Ракобо́вти (давні назви — Ракобути, Ракоболти) — село в Україні, в Буській міській громаді Золочівського району Львівської області. Орган місцевого самоврядування — Буська міська рада. Населення становить 562 особи. До 2020 року села Купче та Ракобовти підпорядковувалися Купченській сільській раді.

## Географія
Село розташоване над річкою Західний Буг, за 57 км від обласного центру, 40 км від районного центру та 9 км від адміністративного центру міської громади. За 13 км знаходиться найближча залізнична станція Красне. На півночі межує з селом Деревляни, на сході — з селом Побужани, на південному сході — з селом Купче та на південному заході — з селом Ріпнів.
Вулиці
У Ракобовтах налічується 5 вулиць.
- Низинна
- Нова
- Терешкової Валентини
- Центральна
- Шкільна

## Населення
У 1880 році у селі мешкало 662 особи, з них: 584 українців-греко-католиків, 62 українців-римокатоликів та 16 євреїв, у 1939 році — 770 осіб, з них: 730 українців-греко-католиків, 35 українців-римокатоликів та 5 євреїв. За даними всеукраїнського перепису населення 2001 року у селі мешкало 562 особи.
Мова
Розподіл населення за рідною мовою за даними перепису 2001 року був наступним:
| українська | 561 | 99,82 |
| російська  | 1   | 0,18  |

Мовні особливості
Влітку 1933 року Ракобовти відвідав відомий фольклорист Зіновій Лисько, який зібрав мовний матеріал, записаний зі слів місцевих ракобовтівських селян. Матеріал поданий у статті «Говірка села Ракобути», надрукованій у числі 12 науково-популярного вісника «Рідна Мова» за грудень 1933 року.
Щодо місцевої говірки у Ракобовтах, то замість літери «я́» або «а́» маємо виразне «є́» наприклад: телє́ (теля), телє́та (телята), лош́є (лоша), лошє́та (лошата), пацє́ (свиня), присє́га (присяга), землє́ (земля), сушінє́ (юшка з сушених сливок), тітє́ (кутя), жє́ти (жати), шє́пка (шапка), уважє́йте (вважайте), дівчє́та (дівчата), Деревлє́ни (назва села Деревляни) і тому інше.
Ненаголошене кінцеве «я» вимовляється як «́і», наприклад, неділі, п'єтниці, мамунці, рідни́ці, квасо́лі, Насці, чита́льні, і тому інше, так само, як господині, па́ні.
З приставним «в» перед початковим «о» дуже часте: вобраз (образ), вону́ка (онука), вонучќи (онучі), во́гєр (жеребець), вота́ва і тому інше.
М'яке «т» часом вимовляється на польський лад як «ц»: цьо́тка, тесць, го́сці, обісцє́, насцільник і тому інше, а часом перед «і» як «к», наприклад, кісто.
Звичайне тут «ци» («чи»), відоме по західноукраїнських говірках, часте «знистити» (знищити), жупа (зупа).
Форми двоїни дуже часті у Ракобовтах, як і на усій території Галичини. Двоїни вживають не лише при числівнику «дві», але також по «три», «штири», наприклад, три коро́ві, штири квітці, дві свині, дайте мині дві де́ці цукеро́к (але: п'є́ть де́ків, два́йціть де́ків) і багато іншого. Те саме й при ніякому роді: дві слові, три дереві, дві яйці і тому інше. А множина має інший наголос: всі коро́ви́, квітки́, сви́ні, слова́, де́рева́, я́йці.
Нижче подано декілька цікавіших слів, наприклад, що характеризують родинні відносини:
- та́то, ма́ма або ма́тір;
- тату́нцьо, маму́нці — хрещені батьки;
- послужи́ти си́нови, доньці — стати хрещеним батьком;
- дідо — батько батька чи матері або чоловік батькової чи маминої сестри, тобто чоловік тітки;
- цьо́тка — батькова чи мамина сестра;
- дє́дько — брат батька чи матері, або старший, хоча й чужий чоловік;
- дє́дина — жінка батькового чи маминого брата, старша жінка;
- дід — жебрак, стара людина, звідси дідовід — нездара;
- зєть, тесць, све́кор, свекру́ха, шва́ґер.

Різні слова:
- діду́х — різдвяна прикраса з колосків, символ урожаю, добробуту, багатства;
- рідно́ — великий кусок нового полотна для різного господарського вжитку;
- рідни́ці — великий кусок старого полотна для різного господарського вжитку;
- склє́нка — склянка, пляшка;
- вере́то — біле простирадло на ліжко;
- кулу́піток — полукіпок або ж 30 снопів скошеного або зжатого хліба, складених колоссям усередину й прикритих одним снопом зверху;
- бу́рок, гости́нець — мурований, битий шлях;
- ха́їмка — маленька кімната, відгороджена у сінях;
- чове́н, подай човна́;
- басі́й — виконавець гри на басолі;
- калитка — ручна вишита торбинка інтелігентної жінки;
- фіфак — чепурний парубок;
- склеп — крамниця;
- ца́лкум — цілком;
- а́я, ая́, аяя́ — так;
- воко́мон — економ;
- цукерай — сахарина;
- фу́га — машина відбирати сметану або ж центрифуга;
- кінди́бал — напій з різних овочів, переважно подається на весіллях;
- цомбо́си — цигарки «Com boys». У 1930-х роках дуже поширена назва курива.

## Історія
З другої половини XVIII століття величний палац збудований у 1810 році у місті Буськ разом з навколишніми землями (у тому числі й село Ракобовти) належав Мієрам. У 1819 році Войцех Мієр та його дружина-австріячка Кароліна Вайссенфольф продали цей маєток та придбали інший у Лежайську. Тим часом буський маєток придбав Фелікс Мієр. Він його передав у спадок своєму сину Генріку, а той у свою чергу дружині — львівській акторці Анні Вієрер. Саме після неї замок перейшов у спадок до племінників її чоловіка — братів Бадені, синів Цецилії Мієр. У 1876—1909 роках власником був граф Казимир Фелікс Бадені, у 1909—1916 роках — граф Людвик Юзеф Владислав Бадені, у 1916—1939  роках — спадкоємці Людвика Бадені.

### Діяльність українських товариств у Ракобовтах
19 червня 1898 року у Ракобовтах заснований місцевий осередок товариства «Просвіта». Головою осередку було обрано пароха місцевої церкви Успіння Пресвятої Богородиці о. Івана Дороша, заступниками Данка Олійника, секретарем-бібліотекарем читальні — Андрія Шеремету. У цей день членами товариства стали 56 осіб. Читальня розгорнула широку просвітницьку роботу. Пожвавилася діяльність аматорських хорового та драматичного гуртків. У приміщенні читальні організовувалися народні вечорниці, популяризувалося вивчення творів письменників-класиків Тараса Шевченка, Маркіяна Шашкевича, Івана Франка. Завдяки діяльності «Просвіти», вихідці з села Ракобовти брати Яків та Кость Мацюки У 1910 році стали народними учителями. 
1 січня 1900 року біля читальні розпочали будівництво склепу (магазину) мішаних товарів, яким пізніше завідував Демко Олійник. У 1905 році бібліотекарем і контролером склепу обрали Василя Романкова. З заробітку склепу, а також від збору з концертів, вистав, членських внесків та пожертв читальня нагромадила частину коштів для придбання власного будинку. У червні 1912 року розпочали спорудження будинку читальні товариства «Просвіта». Крім коштів, зібраних читальнею, ще було виділено 1000 корон з церковних грошей. Цю суму треба було повернути у церковну касу із заробітку склепу. Відтепер склеп мав назву церковно-читального.
Під час першої світової війни у вересні 1914 року в Галичині закрили всі українські школи, періодичні видання, а емісар царського уряду, очільник Галицько-Буковинського генерал-губернаторства граф Георгій Бобринський провадив рішучу боротьбу з усім українським. Влада чинила тоді усілякі перешкоди в роботі «Просвіти», діяльність якої була паралізована. Читальня «Просвіти» частково відновила роботу у 1922 році, але невдовзі повітове староство заборонило діяльність не лише читальні, а й філії Товариства в Буську. Після численних звернень про незаконність цих заборон до різних вищих державних інстанцій, включно з урядом Тернопільського воєводства, не дало бажаного результату. І лише у 1925 році діяльність читальні «Просвіта» була відновлена у повному обсязі.
По смерті о. Івана Дороша у липні 1922 року справу свого попередника продовжив наступний парох місцевої церкви Успіння Пресвятої Богородиці о. Василь Лиско. З другої половини двадцятих років починається піднесення читальні «Просвіта». Члени читальні сходилися вечорами на голосні читання часописів «Свобода», «Діло», які передплачував парох місцевої церкви Успіння Пресвятої Богородиці о. Василь Лиско. Відбувалися репетиції вистав, вечорниць, читання художніх творів українських письменників-класиків. Молодь готувала концерти та вистави, бо при читальні працював хор та аматорський гурток. Доходи з вистав і концертів йшли на придбання книг для бібліотеки, книжковий фонд якої зріс до 200 примірників. Головне місце у роботі просвітян посідало виховання молоді та юнацтва. В літній період читальня утримувала захоронку (дитячий садок).
За участю активістів «Просвіти» був створений духовий оркестр, який очолив Левко Луців. Учасниками духового оркестру були Костянтин Луців, Іван Мусій, Андрій Запруцький, Микола Лісовець. За ініціативою
«Просвіти» збудовано нове приміщення школи. У 1937 році за виручені від концертів гроші читальня придбала радіоприймач. Щонеділі тут відбувалися виховні, кооперативні, господарські та інші лекції, прослуховували радіопередачі. За користування радіоприймачем платили 1 грош. Також було організовано гурток самоосвіти, створено футбольну та волейбольну команди, організаторами яких були сини священика Зеновій та Костянтин Лиски. У волейбол грали в саду священика, а в футбол — на вигоні за селом — так званій «Вільшині». Восени 1939 року після приходу радянської влади на терени Галичини, всі осередки товариства «Просвіта» було ліквідовано як «буржуазно-націоналістичну» організацію.
У селі при товаристві «Просвіта» також функціювали осередки тіловиховного та руханкового товариства «Сокіл», товариства «Сільський господар» — найбільшого українського господарського товариство в Галичині та освітньо-виховного товариства «Рідна школа». У 1926 році у Ракобовтах створено осередок товариства «Сокіл», головою якого обрано Василя Сороку. У товариство «Сокіл» вступали не тільки юнаки, а й дівчата. Вони створили окремий жіночий відділ, мали свою гімнастичну програму. 4 червня 1928 року в місті Буську відбулося велике свято «соколів», в якому брала участь і сокільська організація з Ракобовтів. Того ж року добре організоване свято «соколів» відбулося і у Ракобовтах, куди приїхали «соколи» з Купча та Побужан.
Товариство «Сільський господар» відкривало перед селянами можливість краще впроваджувати новітні методи господарювання, а головним завданням новоствореного товариства було навчити людей цих нових методів. Членами виділу (управи) її стали хлібороби Юліан Гавлюк, Панько Панасюк, Панько Луців, Михайло Боднарчук, Михайло Новосад, Василь Ковалик, Григорій Шеремета та інші. Всього членами товариства 23 особи. Багато цінних господарських порад члени почерпували з «Календаря сільського господаря».
З «Просвітою» та іншими громадськими організаціями тісно співпрацював гурток «Рідна школа», яким керували дочки пароха місцевої церкви Успіння Пресвятої Богородиці Марія та Ярослава Лиски. У 1930 році головою місцевого осередку Товариства «Просвіта» обрано Миколу Мацюка, заступником — Дмитра Сеника, касиром — Василя Ковалика, а завідував бібліотекою тоді Микита Литвин.
З початку 1930-х років, коли на теренах Східної Галичини прокотилася кривава хвиля «пацифікації» (упокорення), під час якої польська вояччина вдавалася до погромів українських закладів і жорстоких розправ над національно-свідомими українцями, членство у «Просвіті» скоротилося наполовину, але вже у 1933 році «Просвіта» знов пожвавила свою роботу. У 1933 році фонд бібліотеки становив 234 примірники, а членами товариства «Просвіта» було вже 60 осіб. Бібліотекарем обрано Микиту Прокуду, головою товариства став Панько Панасюк. 
З кінця 1920-х й до 1940 року в селі працювала філія «Маслосоюзу». В будинку читальні «Просвіта» заклали молочарню, де з молока, що надходило від населення, відбиралася сметана, виготовлялося масло, яке далі відправлялося до Львова. Головою молочарні був Іван Катрун, бухгалтером — Дмитро Сеник, касиром — Григорій Шеремета. Членами молочарні ставали жителі села і навколишніх сіл, які були зацікавлені в збуті молока з власних господарств. У 1940 році молочарню в селі закрили, а колишній голова ракобовтівської молочарні Іван Катрун став директором філії «Маслосоюзу» у Буську.
У 1936 році при товаристві «Сільський господар» створено жіночі курси господарок. Організаторами і керівниками курсів були дочки о. Василя Лиска — Марія, Ольга та Ярослава. Цього ж року головою товариства «Просвіта» знову обрано священика Василя Лиска, якого просвітяни називали душею товариства.

## Сучасність
З 24 серпня 1991 року село Ракобовти у складі Незалежної України.
У березні 2000 року у бібліотеці села Ракобовти створений музей старовинної книги. Першою книгою, що започаткувала створення музею, були старі церковні шематизми 1753—1912 років. Також місцевими жителями музею були подаровані давній псалтир в дерев'яній оправі, виданий 1838 року, книгу «Powiat Kamionka Strumiłowa» з 1936 року, в якій зібрано історичні дані про міста Буськ, Кам'янку-Бузьку та навколишні села та багато інших. Всього у музеї налічується понад 30 примірників книг. 
17 липня 2020 року, під час адміністративно-територіальної реформи та ліквідації Буського району, село увійшло до складу Золочівського району.

## Інфраструктура

### Освіта
У селі станом на 2023 рік працює один навчальний заклад — Ракобовтівська філія закладу загальної середньої освіти I—II ступенів Буського опорного закладу загальної середньої освіти I—III ступенів № 1 Буської міської ради.

### Транспорт
З обласного центру до села курсує приміський автобус № 818 сполученням «АС-2 (автовокзал «Північний», м. Львів) — Ракобовти».

## Пам'ятки, визначні місця

### Церква Успіння Пресвятої Богородиці
Давня дерев'яна церква Успіння Пресвятої Богородиці, позначено на мапі 1783 року. Вона згоріла під час воєнних дій у 1915 році. Ймовірно, тимчасову (дерев'яну) каплицю зведено у 1919 році. У 1937 році майстер Іван Гачкевич збудував сучасну дерев'яну церкву (за іншими даними будівництво церкви тривало з 1936 по 1940 рік). Кошти для її будівництва були виділені і від сільського осередку товариства «Просвіта». Храм був освячений під титулом Успіння Пресвятої Богородиці. На надпоріжнику західних дверей виведена кирилицею дата: «1937». 
Церква є одноверхою, хрестовою в плані, доволі високою та просторою. 
Парафія УГКЦ Успіння Пресвятої Богородиці села Ракобовти зареєстрована 13 грудня 1991 року, стараннями о. Богдана Корпала, який разом з парафією повернувся в лоно греко-католицької церкви. Здійснено перехід з церковно-слов'янської мови на українську і всі богослужіння відправляються тепер лише українською мовою. 28 травня 1997 року на парафії перебувала чудотворна ікона Божої Матері Зарваницької, а 31 травня 2009 року прочани з Івано-Франківська подарували для храму копію чудотворної ікони Божої Матері з Погоні. 
У 2012 році розпочали зовнішній ремонт церкви, а на початку лютого 2013 року церкву пограбовано, тоді злодії викрали Євангеліє та грошові пожертви парафіян.
На південний-захід від церкви розташована дерев'яна двоярусна дзвіниця.
На церковному подвір'ї практично навпроти входу в храм розташовується кенотаф відомого українського стигматика Степана Навроцького, який заповідав поховати себе в цьому селі. Від часу поховання Степана Навроцького і дотепер село Ракобовти оминають лиха та катаклізми. На сьогоднішній день могила Степана Навроцького є паломницьким місцем, куди прибувають численні прочани, аби помолитися та попросити допомоги та заступництва у стигматика.
| 1863—1914 | о. Іван Дорош       |
|           | о. Василь Лиско     |
|           | о. Андріян Піджарко |
|           | о. Богдан Юрків     |

### Пам'ятники, меморіали
- символічна могила борцям за волю України;
- кенотаф відомого українського стигматика Степана Навроцького[29].

## Археологічні розвідки
Поблизу села Ракобовти, в урочищі Купецьке, у 1959−1960 роках на високій терасі над заплавою річки Західного Бугу біля впадіння річки Рудки виявлено поселення черняхівської культури. Крім матеріалів першої половини І тис. н. е., також було виявлено три господарські ями з керамікою кінця VII—VIII століть.

## Відомі люди

Могила Степана Навроцького

Народилися
- Зіновій Лисько — український композитор, музикознавець, фольклорист.
- Костянтин Лисько — кооператор, диригент хорів, громадський діяч. Брат Зіновія Лиська.
- Петрушевич Лев — український правник, громадсько-політичний діяч, делегат Української Національної Ради ЗУНР від Бережанського повіту.

Пов'язані із селом
- Дорош Іван (1832—14 липня 1922)[33] — греко-католицький священик, парох села Ракобовти у 1863—1914 роках[33], сват о. Омеляна Петрушевича.
- Смолінська Марія Іванівна (нар. 18 серпня 1955) — бібліотекар, завідувачка Народного дому села Ракобовти.
- Струтинський Микола — український суспільно-політичний діяч, адвокат у Буську (Галичина) та Грубешеві (Холмщина). Від 1943 року був головою Українського Допомогового Комітету у Грубешові. Один з організаторів молочарні у Ракобовтах (1930-ті роки). У серпні 1924 року одружився з Ольгою Лиско, дочкою о. Василя Лиска, пароха місцевої церкви Успіння Пресвятої Богородиці.

Поховані
- Навроцький Степан — український стигматик. Був обдарований усіма Христовими Ранами, включно з ранами від тернового вінця, та багатьма іншими містичними дарами. Похований біля старої дерев'яної церкви.